# ルドヴィカ・フォン・バイエルン

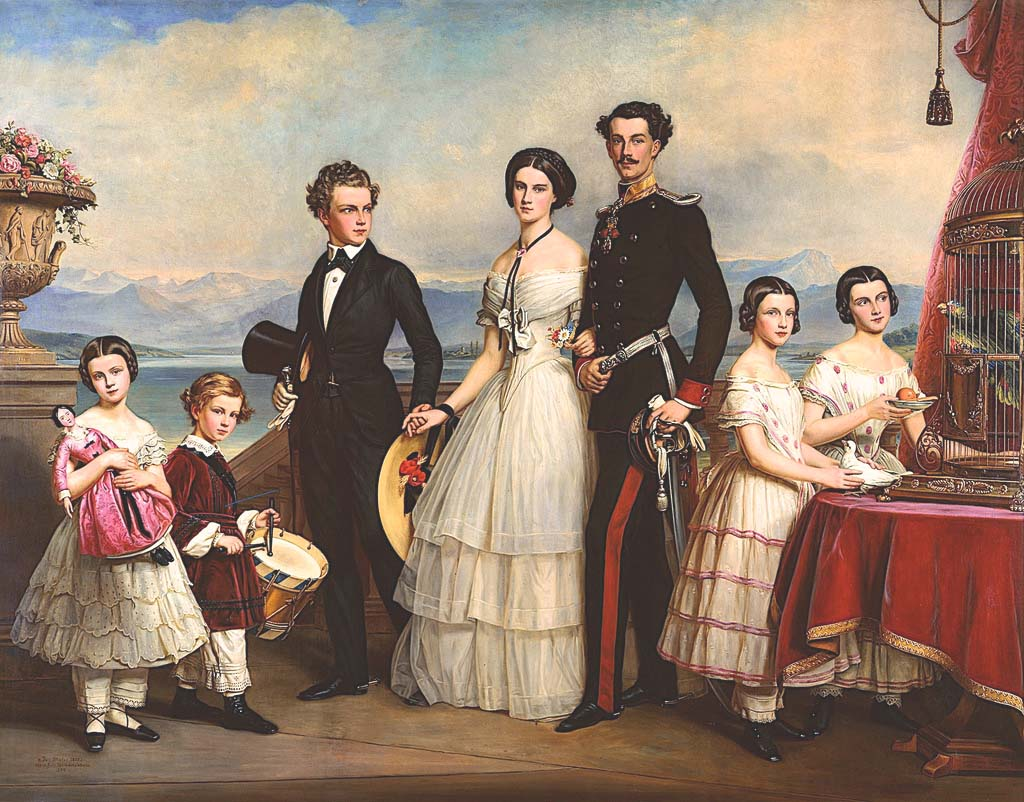
ルドヴィカの子供たち、シュティーラー画、1854年頃

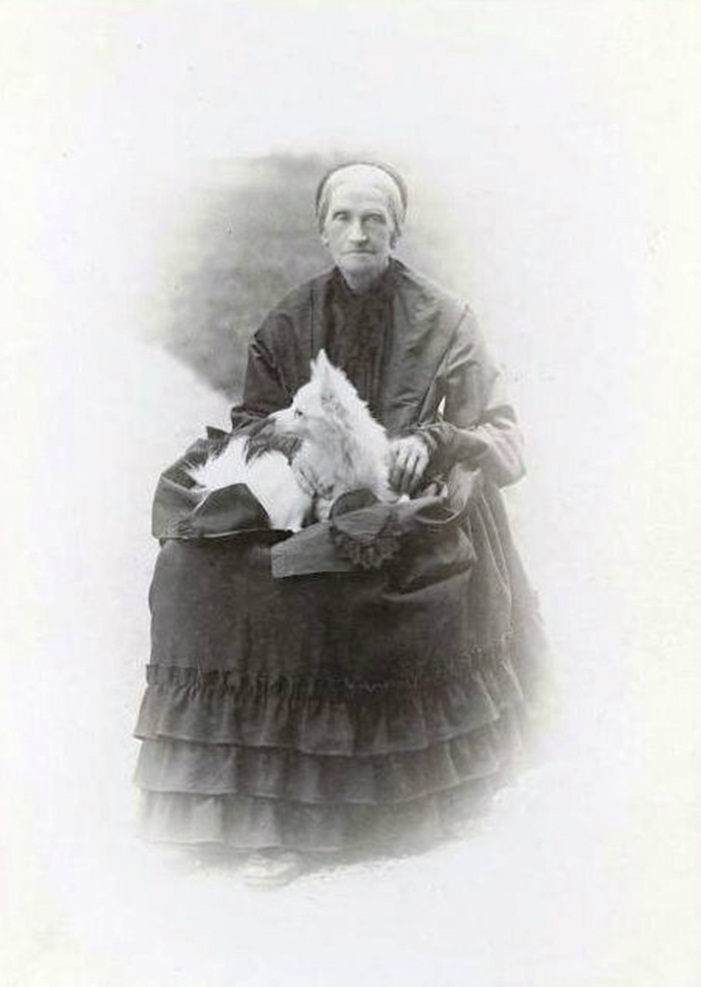
ルドヴィカ王女、未亡人となった1890年頃に撮影

ルドヴィカ・フォン・バイエルン（Ludovika Prinzessin von Bayern, 1808年8月30日 - 1892年1月26日）は、ドイツ・バイエルン王国の王女。バイエルン王マクシミリアン1世の娘で、ヴィッテルスバッハ家支族のバイエルン公マクシミリアンの妻となった。
オーストリア皇后エリーザベト、両シチリア王妃マリーア・ソフィアの母親である。

## 生涯
バイエルン王マクシミリアン1世と、その2番目の妻でバーデン大公世子カール・ルートヴィヒの娘であるカロリーネの間の第7子、五女として生まれた。家族からはルイーゼ（Luise）の愛称で呼ばれた。両親の教育方針で4歳から宮廷生活や観劇に参加し、宮廷での礼儀作法を身に付けさせられた。同時に、古典を中心とする文学、地理学、歴史学、宮廷言語であるフランス語を教わった。
若い頃、4月反乱の首謀者としてドイツに亡命していたポルトガル王子ミゲルと恋愛関係になったが、両親は王位を継げる見込みのないミゲルとの結婚を許さなかった。ミゲルはその後、1828年に姪のマリア2世を廃してポルトガル王位を簒奪した。
失恋から間もなく、ルドヴィカは父マクシミリアン1世の甥孫（姉の孫）で、王家支族のバイエルン公マクシミリアン（マックス公爵）と婚約させられた。このバイエルン王家の本家と分家の結びつきを保つための縁組は以前から構想されており、ルドヴィカの妹マクシミリアーネがマックス公爵の許嫁となっていたが、この妹が11歳で夭逝したために、ルドヴィカが嫌々ながらその役目を引き受けさせられたのだった。マックス公爵にしても、この結婚は純粋に自身の政治的立場を強めるための縁組としか思っておらず、ルドヴィカ本人に魅力を感じたことはなかった。ルドヴィカとマックス公爵の婚礼は1828年9月9日にテーゲルンゼー城で行われた。婚礼の最中、ルドヴィカはブーケ・トスの際に、次のような呪いの言葉を放ったという。

「この結婚から生まれ出るものは全て、ひとつ残らず神の恵みにあずかりませんように」
„Dieser Ehe und allem, was daraus hervorgeht, soll der Segen Gottes fehlen bis ans Ende“。

公爵夫妻は結婚後1年間、スイスやイタリアでの長期の新婚旅行をした。郷里に戻った後、夫妻はミュンヘン・ルートヴィヒシュトラーセに面したマックス公爵宮殿を住まいとした。この邸宅はルドヴィカの異母兄であるバイエルン王ルートヴィヒ1世がレオ・フォン・クレンツェに設計・建設を依頼し、妹夫婦に与えたものである。その後、夫はだんだんと大所帯になっていく一家のために、1834年に夏の居館としてシュタルンベルク湖の畔に立つポッセンホーフェン城を購入し、この2つの邸宅が一家の住まいとなった。
マックス公爵はブラバント生まれの母アメリーから豊かな遺産を相続した資産家であり、フランス各地に所領を持つほかパリに宮殿も所有し、軍務や公務にしばられずに遊び暮らすことが出来た。マックス公爵とルドヴィカは間に10人の子供をもうけたものの、結婚生活は不幸としか言えず、互いに嫌いあったままであり、滅多に顔を合わせることはなかった。公爵夫妻は同居しているとは言えず、家庭内別居のような生活を続けた。マックス公爵はミュンヘンにいることが多く、ルドヴィカと子供たちは主にポッセンホーフェンで暮らしたが、夫妻は別々に暮らしていても相手には敬意を払った。
夫が型破りな遊び人として暮らすのを尻目に、ルドヴィカは子供たちへの責任と愛情を一身に背負った。甥のオーストリア皇帝フランツ・ヨーゼフ1世が結婚相手を探していると聞いたとき、ルドヴィカはこれをバイエルン公一家が欧州王家の閨閥と結びつく最後の大きなチャンスだと考えた。そして皇帝の母である姉のゾフィー大公妃と一緒になって、自分の長女ヘレーネを皇帝の妻に選ばせようと密かに運動した。ところが皇帝が気に入ったのはヘレーネのすぐ下の妹、次女のエリーザベトであった。エリーザベトと皇帝の結婚は1854年に実現した。
1892年、気管支炎をこじらせて83歳で死去した。遺骸はテーゲルンゼー城内にあるバイエルン公爵家霊廟の夫の棺の隣に埋葬された。

## 子女
- ルートヴィヒ・ヴィルヘルム （1831年 - 1920年）
- ヴィルヘルム・カール （1832年 - 1833年）
- ヘレーネ・カロリーネ・テレーゼ （1834年 - 1890年） - トゥルン・ウント・タクシス侯世子マクシミリアン・アントンと結婚
- エリーザベト・アマーリエ・オイゲーニエ （1837年 - 1898年） - オーストリア皇帝フランツ・ヨーゼフ1世と結婚
- カール・テオドール （1839年 - 1909年）
- マリー・ゾフィー・アマーリエ （1841年 - 1925年） - 両シチリア王フランチェスコ2世と結婚
- マティルデ・ルドヴィカ （1843年 - 1925年） - トラーニ伯ルイジと結婚
- マクシミリアン （1845年）
- ゾフィー・シャルロッテ・アウグステ （1847年 - 1897年） - アランソン公フェルディナンと結婚
- マクシミリアン・エマヌエル （1849年 - 1893年）